# Suchodoły (gmina Srokowo)
Suchodoły (niem. Friedenthal) – osada w Polsce, położona w województwie warmińsko-mazurskim, w powiecie kętrzyńskim, w gminie Srokowo.
| SIMC    | Nazwa     | Rodzaj     |
| ------- | --------- | ---------- |
| 0488705 | Pieczarki | przysiółek |

W latach 1975–1998 miejscowość położona była w województwie olsztyńskim.